# Eremoryzomys
Eremoryzomys is een geslacht van Woelmuisachtigen (Cricetidae). De wetenschappelijke naam van het geslacht werd in 2006 gepubliceerd door Weksler, Percequillo, en Voss.

## Taxonomie
Er worden twee soorten in het geslacht geplaatst:
- Familie Cricetidae
  - Geslacht Eremoryzomys
    - Eremoryzomys mesocaudis - Uturunco & Pacheco, 2016
    - Eremoryzomys polius - (Osgood, 1913)

Aegialomys · Amphinectomys · Cerradomys · Drymoreomys · Eremoryzomys · Euryoryzomys · Handleyomys · Holochilus · Hylaeamys · Lundomys · Megalomys · Megaoryzomys · Melanomys · Microakodontomys · Microryzomys · Mindomys · Neacomys · Nectomys · Nephelomys · Nesoryzomys · Noronhomys · Oecomys · Oligoryzomys · Oreoryzomys · Oryzomys · Pattonimus · Pennatomys † · Pseudoryzomys · Scolomys · Sigmodontomys · Sooretamys · Tanyuromys · Transandinomys · Zygodontomys